# Vejlefjordkirken
Vejlefjordkirken er en kirke tilknyttet Syvende Dags Adventistkirken beliggende ved Vejle Fjord nær Daugård. Kirken blev bygget i år 1981, da menigheden på Vejlefjordskolen ikke længere kunne være i skolens aula.
Kirkens opbygning er kvadratisk, lagt sådan at indgang sker i et af bygningens hjørner, og kirkesalen også vender mod et hjørne. Lignende indretning finder man i Køge Adventkirke og Silkeborg Adventkirke. Vejlefjordkirken har som en sjældenhed blandt danske adventkirker en kirkeklokke. Bygningen blev opført på det sted, hvor Adventistsamfundets lejrcenter Aunsborglejren havde ligget. Arkitekt var Bjarne West.
Kirken danner rammen om menighedens aktiviteter, bibelstudie og gudstjeneste hver lørdag, studiegrupper og sociale aktiviteter, og bærer præg af at være tilknyttet en skole, med ungdomsmøder om fredagen, "tween-gudstjenester" og adventistspejdertroppen Vejlefjord Trop.
Menigheden deler en ungdomspræst med Vejlefjordskolen, Lasse Bech.
Gudstjenesterne bliver jævnligt streamet på kirkens hjemmeside.